# みかど (企業)
みかど株式会社は、かつて大阪府に本社を置いていた会社である。

## 概要
明治時代から近畿地区で駅構内で食堂を営業する老舗で、日本初の駅構内食堂を開いた企業である。
初期は企業の吸収合併や、駅構内及び市中食堂の店舗を増加させ、経営も好調だった。後期は近年の変わり行く時代の流れに乗り遅れ、それに合わせようと外部から経営に関する有識者（コンサルタント）を雇い社内改革的なことを実施し営業を続けていた。資金繰りの悪化に伴い、2012年（平成24年）に廃業した。

## 沿革
- 1897年（明治30年） - 後藤勝造が神戸駅近くに「自由亭ホテル」（のち「ミカドホテル」）開業。山陽鉄道急行列車の食堂車営業を開始する。
- 1914年（大正3年） - 新築された2代目門司駅（現・門司港駅）駅舎2階に高級フランス料理店をオープン。
- 1936年（昭和11年）8月 - 函館駅構内営業の浅田屋構内食堂を吸収合併。函館営業所を開設。
- 1938年（昭和13年） - 列車食堂部門を共同で設立した日本食堂(後の日本レストランエンタプライズ)に譲渡。
- 2003年（平成15年）11月29日 - 神戸駅構内食堂「みかど」が閉店[1]。
- 2010年（平成22年）- 東京駅丸の内北口「レストランみかど」が東京駅改装のため閉店。
- 2011年（平成23年）10月1日 - 日本レストランエンタプライズに東京地区店舗の営業権を譲渡。
- 2012年（平成24年）1月15日 - 函館支店を廃止。函館駅駅弁販売店をジェイ・アールはこだて開発（現・JR北海道フレッシュキヨスク）に営業権を譲渡[2]。同年中に残りの全拠点を整理処分し廃業。

## 店舗

### 本州
- 関西営業部[本社]
  - 三宮駅営業所
    - 三宮駅東改札口前「ガーデンカナリー」
    - 三宮ターミナルビル1F「ガルティション」
    - 三宮生田新道・甲南アセット笹原ビル2F「花ごろも」

  - 大阪駅営業所（大阪北ビル）
  - 新神戸駅営業所「みかど」（コンコース）
  - 神戸駅営業所「ビエント神戸」（中央コンコース）
  - 天王寺ステーションビル営業所（現・天王寺ミオ本館）
- 名古屋営業部
  - 名古屋駅営業所「デイリーワン」（太閤通北口）
  - 地下鉄名古屋駅営業所（メイチカ）「パーラーみかど」 - 経営者が交代して営業していたが、リニア中央新幹線開業に伴う再開発のため2022年12月15日に閉店した[3]。
  - 愛知県中小企業センター営業所（現・愛知県産業労働センター）
- 東京営業部
  - 東京駅営業所「レストランみかど」（丸の内北口構内）
  - 呉服橋営業所「いこい」（丸の内北口味の散歩道）
  - 有楽町営業所「浜亭」（線路高架下）
  - 池袋駅営業所「グランドキッチンみかど」（東口地下連絡通路）
  - 渋谷駅営業所「ぶや」（駅構内）
  - 浜松町駅営業所「浜亭」（駅構内）
  - 神田駅営業所「浜亭」「クイーンベル」（駅改札前）

### 北海道
- 札幌営業部
  - 札幌駅営業所（旧札幌駅）
  - 札幌駅地下街営業所（旧札幌駅）
- 函館支店
  - 函館駅構内みかど駅弁販売店
  - 仕出し弁当部
  - 五稜郭駅構内そば店
  - JR函館運輸所内社員食堂
  - 活魚みかど荘（函館市大手町）
  - 大沼公園レークパレスみかど
  - 漁火市場（現・自由市場）

## 函館駅弁

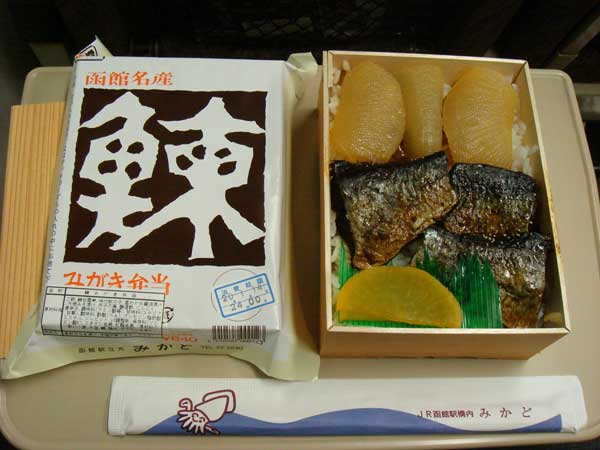
鰊みがき弁当。身欠きニシンの甘露煮、味付け数の子が御飯の上に載せられている。

- 北の駅弁屋さん
- とん唐弁当
- ほたてめし
- 青函トンネル弁当
- 鰊みがき弁当
- 蝦夷ちらし
- うに・いくら弁当
- 北の家族弁当
- いくら弁当
- 幕の内弁当
- 函館味めぐり
- かにずし弁当